# تی‌وی‌آرآی (رومانی)
تی‌وی‌آرآی (انگلیسی: TVRi) یک شبکه تلویزیونی در کشور رومانی است.
این شبکه در سال ۱۹۹۵ تأسیس شده در کشور رومانی و همچنین قاره اروپا، شمال آفریقا، خاورمیانه، ایالات متحده آمریکا، کانادا و استرالیا قابل دریافت است.